# ビューティ・ペア
ビューティ・ペア（Beauty Pair）は、かつての全日本女子プロレスのタッグチーム。

## 来歴
ジャッキー佐藤（ジャッキーさとう、1957年10月30日 - 1999年8月9日）とマキ上田（マキうえだ、1959年3月8日 - ）の二人によって1976年2月24日に結成、その日に行われたWWWA世界タッグ王座決定戦で、シルビア・ハックニー＆ソニア・オリアーナペアに勝利し、タイトルを獲得する。ブラック・ペア（池下ユミ＆阿蘇しのぶ）との好勝負は人気を不動のものとした。
またRVCより『かけめぐる青春』でレコードデビューし、試合前のリング上で歌う斬新なスタイルで、女子プロレス界のアイドル的存在となる。このレコードは80万枚を売り上げたという。また、当時人気絶頂だった女性アイドルデュオのピンク・レディーと、音楽番組などで度々共演することもあった。しかしレコードを出した当初は鳴かず飛ばず、観客席も閑散としており酔った客とストリップと間違えている男性客しか来ない状態で、全日本女子プロレス（以下「全女」）の経営は破綻寸前であったという。
1998年放送の「女子プロレス40年史」によると、人気のブームは突然だったという。沖縄遠征後、池下ユミの地元である福山で試合後にジャッキー佐藤の元に鉢巻を巻いたファンが2～3人現れたのが最初で、その後の千葉公園体育館では会場はほぼ満員、横浜文化体育館で超満員になりブームに火が付いた。これが女子プロレス第一期黄金期でもある。
タッグでの必殺技は、ジャッキーがボディスラムで投げつけた相手にマキがコーナー最上段からダイビング・ボディ・プレスを決める「ビューティ・スペシャル」。
しかし、結成から3年後の1979年2月27日、「敗者は引退する」というルールの元で、王者・ジャッキーに挑戦者・マキが挑むビューティ・ペア同士のWWWA世界シングル王座戦が行われ、マキは敗れ引退、ビューティ・ペアは解散した(詳しくは 後述 「現役時代と引退試合について」)。

## エピソード

### 現役時代と引退試合について
マキによると現役時代は、ジャッキーとビューティ・ペアとしてコンビで活動することはあった。しかし社交的なマキと一匹狼的なジャッキーとは性格的に合わず、仲はあまり良くなかった。そのため試合後などもほとんど会話をすることがなく、プライベートに至っては後述の温泉旅行に行くまでは遊んだりしたことは一度もなかったという。
コンビ結成から3年後、性格による方向性の相違からビューティ・ペアとしての活動に限界を感じたマキは、ジャッキーになんの相談もせず解散することを一人で決めて、全女の社長に直談判した。社長から「それなら最後にお前たち二人で試合をやって、負けた方はプロレスラーを引退すればいい」と条件を提示され、マキはそれを受け入れた。しかしジャッキーはそんな裏事情を知らされないまま突然ビューティ・ペアの解散・女子プロレス引退を懸けた試合をすることになった。一方ではこの試合の1年ほど前にジャッキーは恋愛禁止ルールを破り、地方巡業中でも恋人のために東京へ戻ろうとしたことで、マキは仕事より恋を取ったジャッキーが許せなくなって「ペアを続けられない」と伝えたということもあった。これまでにマキは「ジャッキーに直接怒ったことは一度もなかった」ということだったが、「解散を言い出した私が負けなければならない、とも思っていた」とも後日明かしている。
1979年1月4日、全女の後楽園ホール大会で行われたビューティ対決の発表では、マキが「私の持っているもの全てを懸けて挑戦します」と言ったことに対して、ジャッキーが補足する形で敗者引退ルールを明かし、「何で今回に限ってマキちゃんが引退を懸けて挑戦するのか、私にはよくわからない訳ですね」とも語っていた。
試合直後の二人はお互いの控室を訪れることもなく、一言も会話を交わさずに解散した。これについてマキは「引退を懸けた試合に、負けた自分から話しかけるのも変だからという理由で、声をかけづらかった」とのこと。対してジャッキーは「別に永遠に会えなくなるわけじゃないし、お互いそれぞれの道を歩んで、将来一人の人間として大きくなった時に再会したい」と言っていたことを、後にマキは知人を通じて知った。
1986年頃に、ジャッキーが加入した新団体「ジャパン女子プロレス」にジャッキーからマキを勧誘していたが、マキはこれを断っている。

### 再会、その後
テレビ番組などで顔を合わすことはあったが、1988年までプロレスラーとして活動し神奈川県で体操教室を運営していたジャッキーと、約1年の芸能活動後に出身の鳥取県に戻っていたマキとは、約20年間連絡が途絶えることになった。
1998年、マキの方から鳥取県で経営する店の10周年記念ゲストとして招待するためにジャッキーへ連絡を取り、後日二人きりで温泉旅行に出掛けて現役時代からは考えられない程、楽しく過ごせたという。その後ジャッキーから手紙が届き「この前は本当に楽しかった。また、今度一緒にどこか行きましょう」という内容にマキも再会を楽しみにしていた。しかし約1年後、ジャッキーが胃がんにより逝去してしまい、二人の再会が叶うことはなかった。
生前のジャッキーは知人に対し、マキに自身の病気のことを口止めをしており「マキには弱っている自分を見せたくない。病気を治して元気になった時に笑顔で会いたい」という考えによるものだった。そのため、マキはジャッキーの死の直後にかかってきたナンシー久美からの電話で、初めてジャッキーの病気のことを知った。

## ディスコグラフィ

### シングル
| #   | 発売日          | A/B面 | タイトル             | 作詞     | 作曲         | 編曲         | 規格品番 |
| RCA | RCA             | RCA   | RCA                  | RCA      | RCA          | RCA          | RCA      |
| --- | --------------- | ----- | -------------------- | -------- | ------------ | ------------ | -------- |
| 1   | 1976年 11月25日 | A面   | かけめぐる青春       | 石原信一 | あかのたちお | あかのたちお | RVS-1038 |
| 1   | 1976年 11月25日 | B面   | 真夜中のひとりごと   | 石原信一 | あかのたちお | あかのたちお | RVS-1038 |
| 2   | 1977年 6月25日  | A面   | 真赤な青春           | 石原信一 | あかのたちお | あかのたちお | RVS-1079 |
| 2   | 1977年 6月25日  | B面   | しあわせ通り         | 石原信一 | あかのたちお | あかのたちお | RVS-1079 |
| 3   | 1977年 10月15日 | A面   | バン・ババン         | 石原信一 | あかのたちお | あかのたちお | RVS-1100 |
| 3   | 1977年 10月15日 | B面   | ふたりの絆           | 石原信一 | あかのたちお | あかのたちお | RVS-1100 |
| 4   | 1978年 2月5日   | A面   | 青春にバラはいらない | 石原信一 | あかのたちお | あかのたちお | RVS-1110 |
| 4   | 1978年 2月5日   | B面   | 幸福のゆくえ         | 石原信一 | あかのたちお | あかのたちお | RVS-1110 |
| 5   | 1978年 7月5日   | A面   | シーサイド急行       | 石原信一 | あかのたちお | あかのたちお | RVS-1140 |
| 5   | 1978年 7月5日   | B面   | 渚のテレポート       | 三浦徳子 | 馬飼野康二   | 馬飼野康二   | RVS-1140 |
| 6   | 1978年 9月25日  | A面   | 愛のけものたち       | 石原信一 | あかのたちお | あかのたちお | RVS-1147 |
| 6   | 1978年 9月25日  | B面   | ふりむけばきみがいた | 石原信一 | あかのたちお | あかのたちお | RVS-1147 |

ジャッキー佐藤のソロシングル
| #   | 発売日     | 曲順 | タイトル           | 作詞     | 作曲         | 編曲         | 規格品番 |
| RCA | RCA        | RCA  | RCA                | RCA      | RCA          | RCA          | RCA      |
| --- | ---------- | ---- | ------------------ | -------- | ------------ | ------------ | -------- |
| 1   | 1979年 5月 | A面  | 美しい決意         | 千家和也 | あかのたちお | あかのたちお | RVS-1178 |
| 1   | 1979年 5月 | B面  | 枯葉の墓標         | 千家和也 | あかのたちお | あかのたちお | RVS-1178 |
| 2   | 1979年 9月 | A面  | ポケット一杯の涙   | 千家和也 | あかのたちお | 井上鑑       | RVS-1190 |
| 2   | 1979年 9月 | B面  | 振り向いたら青い空 | 千家和也 | あかのたちお | 井上鑑       | RVS-1190 |
| 3   | 1980年 5月 | A面  | もしも旅立ちなら   | 伊達歩   | あかのたちお | 井上鑑       | RVS-1208 |
| 3   | 1980年 5月 | B面  | Ciscoを探せ        | 伊達歩   | あかのたちお | 井上鑑       | RVS-1208 |

マキ上田のソロシングル
| #            | 発売日       | 曲順         | タイトル             | 作詞         | 作曲         | 編曲         | 規格品番     |
| ミノルフォン | ミノルフォン | ミノルフォン | ミノルフォン         | ミノルフォン | ミノルフォン | ミノルフォン | ミノルフォン |
| ------------ | ------------ | ------------ | -------------------- | ------------ | ------------ | ------------ | ------------ |
| 1            | 1979年 7月   | A面          | インベーダーWALK     | 河村シゲル   | 城賀イサム   | 原田良一     | KA-1168      |
| 1            | 1979年 7月   | B面          | あいつはインベーダー | 上村裕       | 森川範一     | 池多孝春     | KA-1168      |

### アルバム
| 発売日                                                     | 品番                                                       | タイトル                                                   | 備考                                                       |
| RCAレコード→BMGファンハウス→ソニー・ミュージックダイレクト | RCAレコード→BMGファンハウス→ソニー・ミュージックダイレクト | RCAレコード→BMGファンハウス→ソニー・ミュージックダイレクト | RCAレコード→BMGファンハウス→ソニー・ミュージックダイレクト |
| ---------------------------------------------------------- | ---------------------------------------------------------- | ---------------------------------------------------------- | ---------------------------------------------------------- |
| 1977年                                                     | RVL-7029                                                   | 輝け!ビューティ・ペア                                      |                                                            |
| 1978年                                                     | RVL-10009                                                  | 青春にバラはいらない ビューティ・ペアのすべて              |                                                            |
| 1978年                                                     | RVL-10021                                                  | マイ・セレクション                                         |                                                            |
| 1999年10月21日                                             | BVCK-37034                                                 | ビューティ・ペア メモリアル・コレクション                  | ベスト・アルバム                                           |
| 2012年10月3日                                              | MHCL-2140                                                  | ゴールデン☆ベスト ビューティ･ペア ビューティ･スペシャル    | ベスト・アルバム                                           |

## 映画
『ビューティ・ペア 真赤な青春』（ビューティ・ペア まっかなせいしゅん）は、1977年公開の日本映画。カラー、57分。監督：内藤誠。主演：ビューティ・ペア。ビューティ・ペアとブラック・ペアの対決を軸に、ビューティ・ペアのプロレス界入りの経緯やトレーニングが本人出演のドラマとして描かれる。封切り時の同時上映作は『ドーベルマン刑事』。

### スタッフ
監督を除く順および職掌は本作冒頭のタイトルバックに基づく。
- 監督：内藤誠
- 企画：吉峰甲子夫、松永高司
- 脚本：中島信昭
- 撮影：花沢鎮男
- 録音：宗方弘好
- 照明：大野忠三郎
- 編集：鈴木宏始
- 助監督：渡辺寿
- 進行主任：瀬戸恒雄
- 現像：東映化学
- 音楽：八木正生とエレクトリック・ファミリー
  - 主題歌：ビューティ・ペア「真赤な青春」
  - 挿入歌：ビューティ・ペア「かけめぐる青春」
- 製作協力：全日本女子プロレス興業（株）
- 企画協力：ワイドプロモーション

### 出演者
順は本作冒頭のタイトルバックに、本人役を除く役名の一部はキネマ旬報映画データベースに基づく。
- ビューティ・ペア
  - ジャッキー佐藤
  - マキ上田
- 赤城マリ子
- ブラック・ペア
  - 池下ユミ
  - 阿蘇しのぶ
- 上田強（マキの父）：近藤宏
- 佐藤里枝（ジャッキーの母）：石井富子
- ブラック・ペアのマネージャー：内田勝正
- 医師[8]：河合絃司
- ナンシー久美
- ちあき（ジャッキーの同級生）：小宮山忠子[9]
- ビクトリア富士美
- 松永俊国
- 相沢健一
- ジミー加山
- 看護婦：大森不二香
- 入院中の少女：小貫千恵子
- 応援団員B：酒井努
- 応援団員A：大蔵晶
- 重山（応援団団長）：町田政則
- 新聞配達の少年：小栗正史
- 応援団員：益田哲夫、高橋利通
- 浜村先生（マキの恩師）：岡田裕介
- 滝川有造（ビューティ・ペアのトレーナー）：佐藤允
- 以下ノンクレジット[6][7]
  - 鋤崎真澄
  - 熊野磨美

### 映像ソフト
- 2012年5月に東映ビデオからDVD（DSTD-03512）が発売された。

### ネット配信
- 東映シアターオンライン（YouTube）：2023年2月24日21:00（JST） - 同年3月10日20:59（JST）